# Davor Lasić
Davor Lasić (Brinje, 15. studenog 1966.) bivši je hrvatski nogometaš, danas nogometni trener. 
Nogomet je počeo igrati u riječkom Orijentu, u kojem se zadržao do dvadesete godine, kada je preselio u Australiju, gdje se zadržao jednu sezonu. Nakon povratka, ponovno je proveo polusezonu u Orijentu, a onda je prešao u pulsku Istru, gdje je igrao od 1991. do 1996.
1996. je prešao u Osijek, gdje je ostao zapamćen kao strijelac zlatnog pogotka, koji je donio Rabuzinovo sunce u Osijek, zasada jedini trofej osječkog kluba. U završnici kupa odigranoj 30. svibnja 1999. u Maksimiru protiv vinkovačke Cibalije, Lasić je u 97. minuti zabio pogodak za pobjedu Osijeka.
Nakon Osijeka, igrao je u pulskom Uljaniku, u kojem je 2004. i završio profesionalnu karijeru. Od tada radi kao trener u školi nogometa pulskog kluba, današnje Istre 1961.